# Anaktoropolis

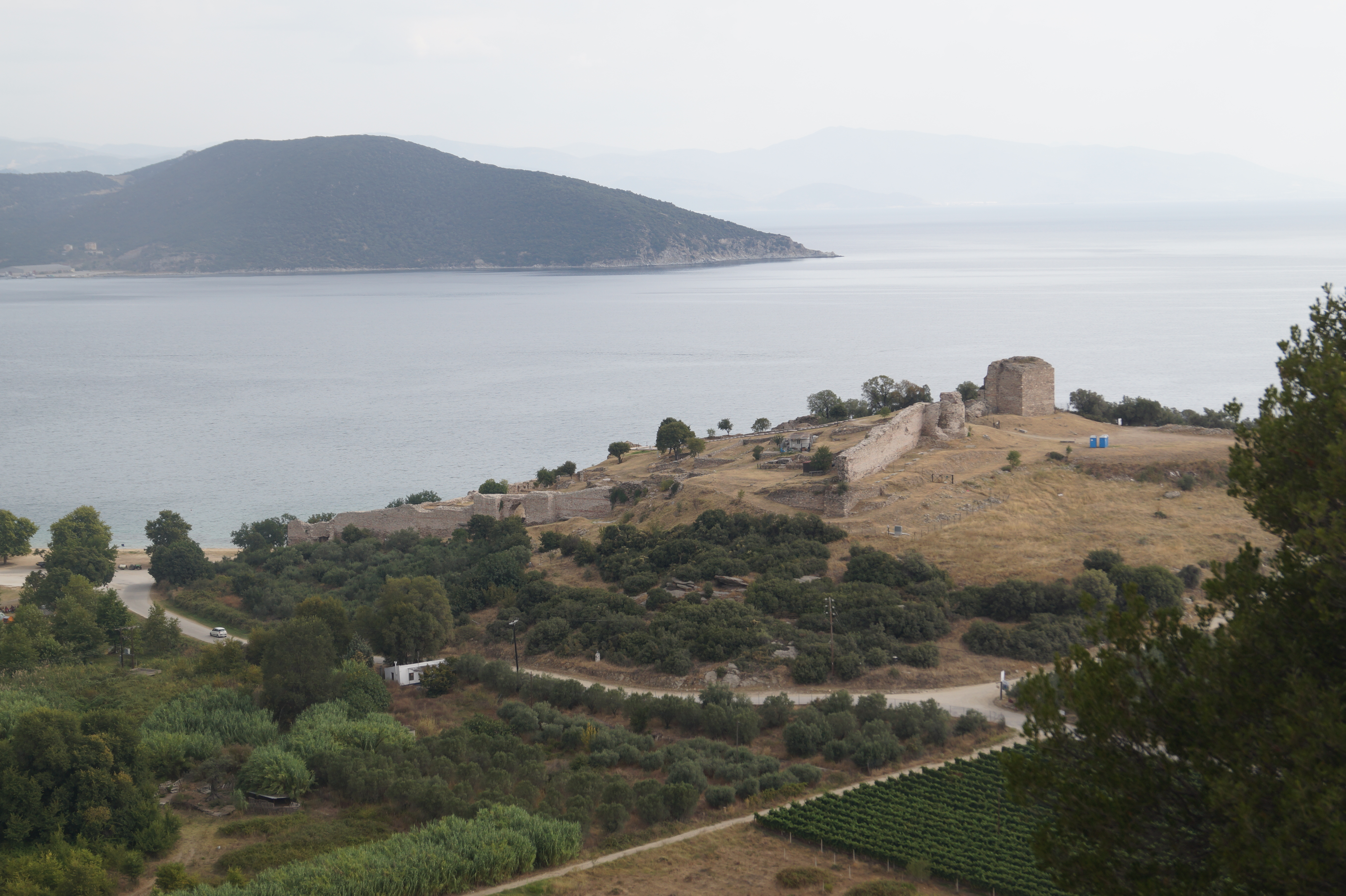
Anaktoropolis

Anaktoropolis (neugriechisch Ανακτορόπολις oder Ανακτορόπολη) ist eine byzantinische Burg etwa 500 m südlich des modernen griechischen Ortes Nea Peramos in Ostmakedonien.

## Geschichte
Anaktoropolis war die Nachfolgesiedlung der antiken Stadt Oisyme und wurde in der Anfangszeit Alektryopolis (gr. Αλεκτρυόπολις) genannt. Wann sie gegründet wurde, ist nicht genau bekannt. Die ältesten Befestigungsmauern wurden zwischen dem 6. und 9. Jahrhundert errichtet. Das Bistum Alektryopolis erscheint im 10. Jahrhundert erstmals in einer bischöflichen Liste und war dem Erzbistum Philippi untergeordnet. Auf einer Bleibulle aus dem 11. Jahrhundert wird als Bischof von Alektryopolis Georgios erwähnt. Schriftstücke aus demselben Jahrhundert nennen den Ort Alektoroupolis (gr. Αλεκτωρούπολις) und Anaktoroupolis (gr. Ανακτούπολις). Zwischen dem 12. und 13. Jahrhundert wurden die Mauern in Stand gesetzt.
Besondere Bedeutung scheint Alektryopolis im 14. Jahrhundert erlangt zu haben. In diesem Jahrhundert wurde auch der Name in Eleftheroupolis (auch Eleutheroupolis, gr. Ελευθερούπολις) geändert. Unter Kaiser Andronikos III. wurden die Mauern renoviert. Bis 1345 verfügte Alexios Apokaukos über die Stadt. Danach fiel sie an zwei Brüder aus Velikani in Bithynien, Alexios und Ioannis. Sie waren Söldner im byzantinischen Heer und waren durch Heirat mit dem byzantinischen Kaiser Johannes V. Palaiologos verbunden. Sie errichteten ein teilweise unabhängiges Fürstentum und betrieben Piraterie.
Zwischen 1383 und 1387 eroberten und zerstörten die Osmanen Eleftheroupolis. In der zweiten Hälfte des 15. Jahrhunderts wird das Bistum Eleftheroupolis nochmals erwähnt. 1916 im Ersten Weltkrieg baute die bulgarische Armee die Ruinen zu einem Stützpunkt aus und errichtete südlich am westlichen Ende der Halbinsel Brasidas Batteriestellungen. 1922 dienten die Ruinen griechischen Flüchtlingen aus Kleinasien als provisorische Unterkünfte und Steinbruch.

## Beschreibung

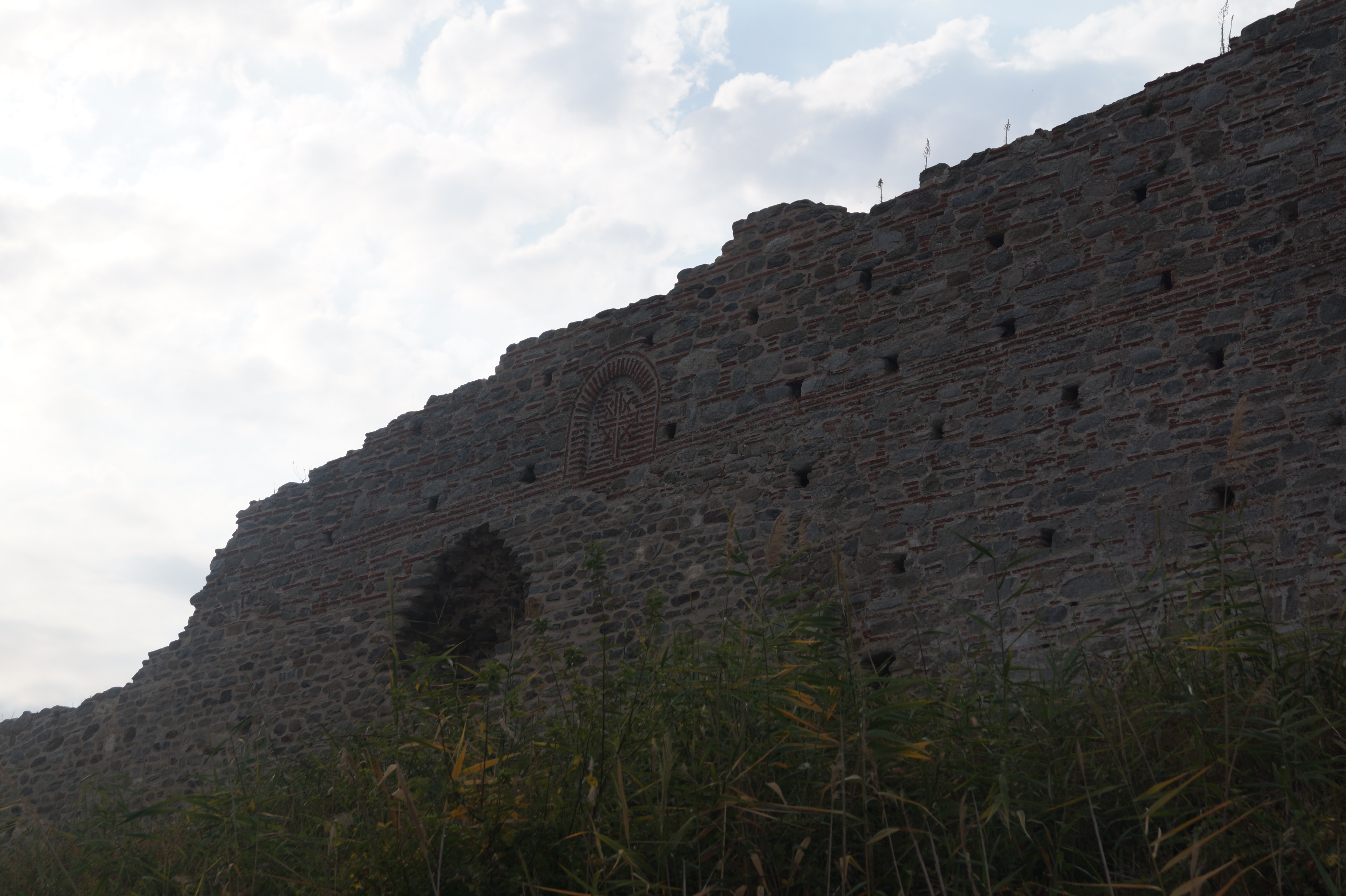
Nordmauer

Die Mauern umgeben den Nordhang eines niedrigen Hügels am südlichen Ende der Bucht von Eleftheres. Die Burg hat eine Ausdehnung von etwa 150 m in nordsüdlicher und 100 m in westöstlicher Richtung. Der 648,91 m lange Mauerring umschließt eine Fläche von 1,55 Hektar. Die Mauer hat eine Stärke von etwa 2 m und eine ursprüngliche Höhe zwischen 6,50 und 8,50 m. Die Anordnung der dreizehn Türme war unregelmäßig. An leicht zugänglichen Stellen war der Abstand zwischen den Türmen enger. Acht Türme haben einen rechteckigen, drei einen runden und zwei einen polygonalen Grundriss. Ihre Höhe schwankte zwischen 7,50 und 9,50 m. Nur der mächtigste Turm im Südosten hatte eine Höhe von 11,50 m. Im Osten gibt es zur besseren Verteidigung eine niedrigere Vormauer.
Das Haupttor befand sich im Westen. Im Norden führte ein Tor zum Hafen und im Süden neben dem mächtigen Turm befand sich ein kleines Tor. Vermutlich gab es auch im Osten ein Tor. Im Innern der Burg fand man im Südosten die Fundamente einer kleinen Kapelle und beim Westtor einen Brunnen. Man fand auch vier Säulenkapitelle einer Kreuzkuppelkirche, die vermutlich zur Bischofskirche gehörten – von der bisher jedoch jede weitere Spur fehlt. Westlich der Burg befand sich der Friedhof der Siedlung und nördlich existieren im Meer noch Reste der Hafenmole.
An der Außenfassade der südlichen Burgmauer befindet sich eine Inschrift aus Ziegeln. Flache, längliche Ziegel wurden dafür so in der Mauer verbaut, dass sie Buchstaben formten. Die Inschrift ist stark zerstört, sodass sie nur noch teilweise mit Sicherheit verständlich ist. Auch die Datierung ist umstritten. Die frühe Einordnung geht davon aus, dass die Inschrift zwischen 1167 und 1170 entstand und führt zu der Lesung:
```

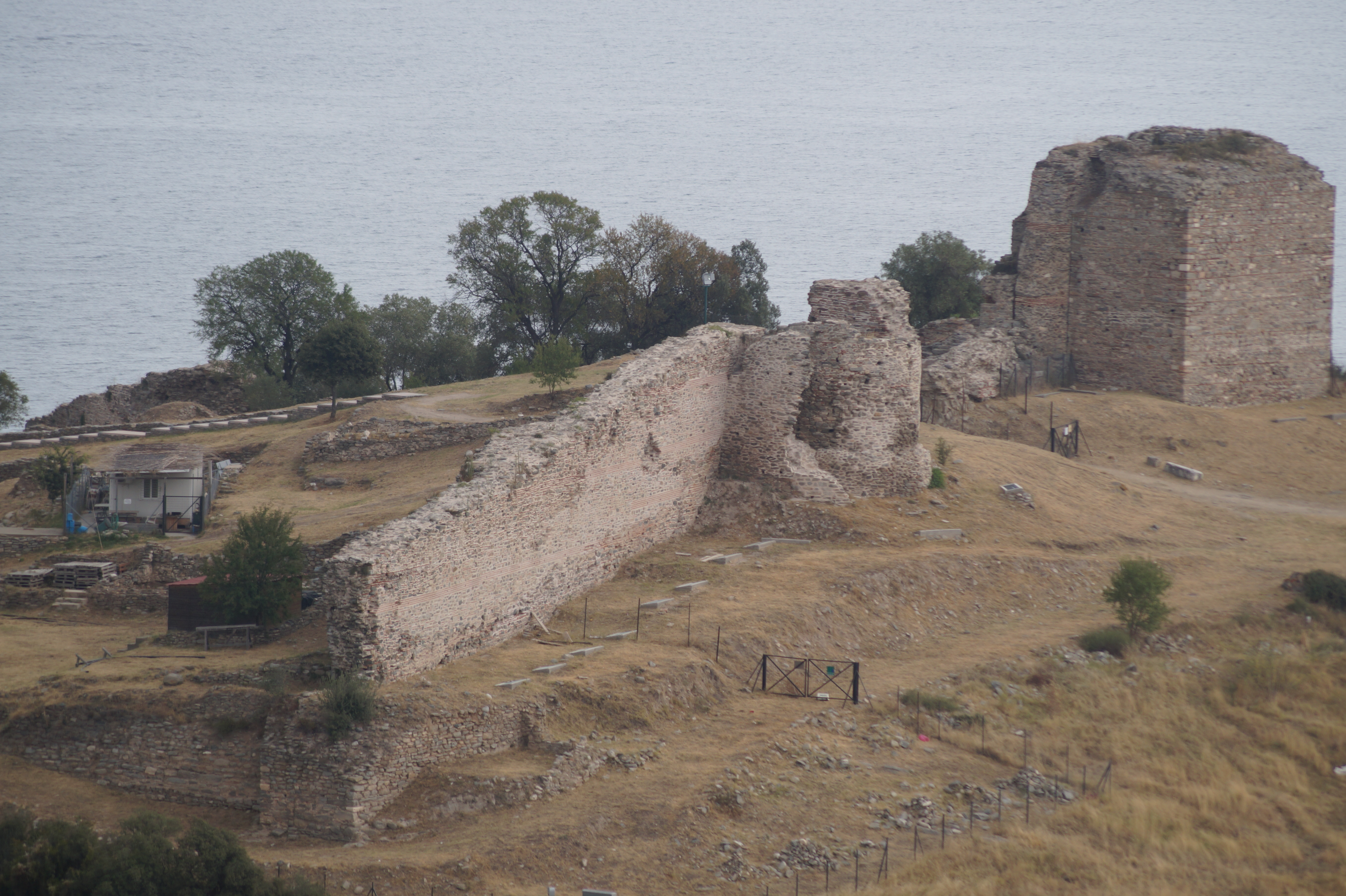
Am westlichen Ende der Südmauer befindet sich die Ziegelinschrift

ΑΝΔΡΟΝΙΚΟΥ ΚΟΝΤΟΣΤΕΦΑΝΟΥ ΜΕΓΑΛΟΥ ΔΟΥΚΟΣ ΜΙΝΙ ΙΟΥΛΙΩ ΙΣ ΤΑΣ Η

Andronikos Kontostephanos
, 
Megalos Doukos
, Monat Juli 16 …
```

Die späte Variante datiert die Inschrift in die Regierungszeit des Andronikos III. und führt zu der Lesung:
```
ΑΝΔΡΟΝΙΚΟΥ ΚΟΝΤΟΣΤΕΦΑΝΟΥ ΜΕΓΑΛΟΥ ΔΟΥΚΟΣ ΜΙΝΙ ΙΟΥΛΙΩ … ΙΝΔ(ΙΚΤΙΩΝΟΣ) Η

Andronikos Kontostephanos
, Megalos Doukos, Monat Juli … 
Indiktion
 8
```

Andronikos III. regierte nur 12 Jahre, deshalb gab es nur einmal während seiner Regierungszeit die achte Indiktion und zwar im Jahre 1340.

## Erforschung und Restaurierung
1974 bis 1983 wurden Probegrabungen in der Burg durchgeführt und im Jahre 1989 entdeckte man die kleine Kapelle. Zwischen 2011 und 2014 führte die Region Ostmakedonien und Thrakien und die 12. Ephorie für byzantinische Altertümer Restaurierungsarbeiten durch. Diese führte die Ephorie für Altertümer von Kavala und Thasos zwischen 2014 und 2015 weiter. Ziel dieser Arbeiten war es, die Bausubstanz zu erhalten und das ursprüngliche Aussehen der Burg wieder zu erlangen. Hierbei wurden 1.250 m³ Mauerwerk wieder errichtet. Außerdem wurden Infrastruktureinrichtungen gebaut, um die Burg in Zukunft als archäologische Stätte zu nutzen. Hierbei wurden neue Stromleitungen, Beleuchtung, Wasserversorgung und Feuerlöscheinrichtungen errichtet.